# KSI
奧拉吉德·奧拉因卡·威廉·「JJ」·奧拉通吉（英語：Olajide Olayinka William "JJ" Olatunji；1993年6月19日—），較廣為人知是化名KSI，奈及利亞裔英國YouTuber、饒舌歌手、演員、拳击手與作家。截至2024年12月，其主頻道已有超過2400萬訂閱者與62億觀看數。
「KSIOlajideBT」名字取自他玩《最後一戰：星環戰役》的聯盟「KSI」、他的名字「Olajide」和英國電信「BT」。他的影片主要為《FIFA》的遊戲實況和解說，有時候也會玩其他遊戲或上傳Vlog影片。

## 生涯

### 音樂
KSI與P Money合作的歌曲《Lamborghini》於2015年3月23日發行，該曲同時也是KSI的首張單曲。2015年10月29日，KSI公布他首張專輯名為《Keep Up》，2個半月後（2016年1月8日），專輯開始公開發售，該專輯的主打歌《Keep Up》於2015年11月13日發行，而MV則在歌曲發行後2天發佈2016年7月29日，他與荷蘭樂團MNDM合作的歌曲《Friends with Benefits》發行。
2016年7月29日，他與荷蘭樂團MNDM合作的歌曲《Friends with Benefits》發行。
2018年2月2日，KSI發布單曲《Uncontrollable》，與Big Zuu合作。同年8月17日，他發行《On Point》。
2019年4月12日，KSI與Randolph合作發行專輯《New Age》。同年11月8日，他發布首支單曲《Down Like That》。
2020年5月22日，KSI發行首張專輯《Dissimulation》。同年10月23日，KSI發行第二張專輯的首支單曲《Really Love》。
2021年7月16日，他發行第二張專輯《All Over the Place》。
2022年5月，KSI與Atlantic Records簽約，並發行《Not Over Yet》。 
2023年，他陸續發布新歌，包括《Voices》和《Easy》。 同年8月，他在演唱會上預覽並發布了兩首新歌《Low》和《Thick of It》。

### YouTube

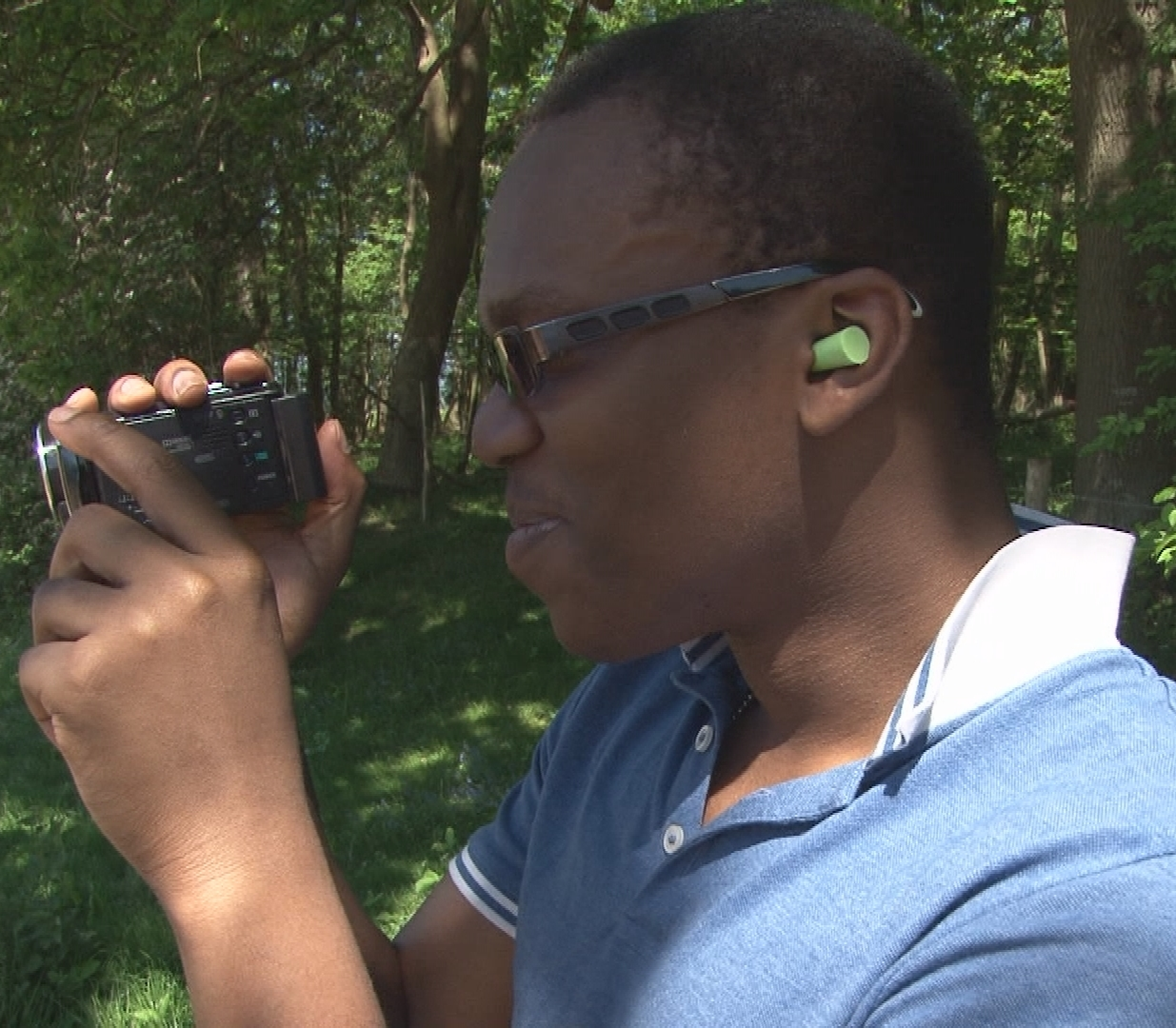
2012年的KSI

在尚未成名之前，KSI有一個名叫「JideJunior」的頻道，頻道創立於2008年4月24日。KSI後來於2009年7月24日創建其主頻道，其第一部影片為《決勝時刻：現代戰爭2》的實況，上傳於2010年1月31日。KSI的次要頻道為「KSIOlajidebtHD」，創建於2011年1月26日，截止2016年11月，該頻道已有超過460萬訂閱者與6億3800萬觀看數。主要為除FIFA系列外的其他遊戲，例如《俠盜獵車手》。
在2013年2月，KSI在頻道GWRomg的《KSI VS FIFA // The Record Slam》影片中打破FIFA遊戲系列最多進球的世界紀錄，他在影片中控制其愛隊阿仙奴並以190比0大比數擊敗由電腦控制的托特纳姆热刺，把先前的紀錄（110球）改寫，因此在金氏世界紀錄遊戲玩家版中保有他的名字奧拉吉德·奧拉通吉。
2013年10月，KSI與Maker Studios的分網路Polaris簽約。同月19日他和其他六位YouTubers所組成「Ultimate Sidemen」，最初成員分別有KSIOlajideBT他自己、Behzinga（伊森·潘恩，Ethan Payne）、Miniminter（賽門·明特，Simon Minter）、Zerkaa（喬許·布萊德利，Josh Bradley）、TBJZL（托比·布朗，Tobi Brown）、Vikkstar123（維克朗·巴恩，Vikram Barn）以及於2014年加入的Wroetoshaw（哈利·路易斯，Harry Lewis）。
2015年時，KSI與其弟弟ComedyShortsGamer同時被並列為「2015年英國最具代表性的YouTuber」。2017年初，他刪除許多影片後短暫隠退，直至7月才以《Let's have a talk》正式復出，KSI在該影片中稱自己隠退的原因是對YouTube的方向感到不滿。同年8月4日，他在Twitter上表示已離開Sidemen。2日後，KSI發放影片表示將會獨立發佈影片，並進一步解釋離開Sideman的原因是因為與Behzinga不和，同時他也表示現在正與另一位YouTuber RiceGum於洛杉磯的公寓同住，但他後來又再回到倫敦與Sideman成員團聚。

### 其他
2015年6月，KSI宣佈將與其好友兼YouTuber卡斯帕爾·李主演一齣名叫《Laid in America》的電影，並將在2016年秋季上映，其他會在電影中演出的YouTuber包括提摩西·德拉加托、和泰·桑迪。同年9月24日，由KSI所著的書《KSI: I Am A Bellend》出版，內容包括他的YouTube生涯和他引起的爭議。
在成名後，KSI便受許多廠商贊助，包括華為。同時也當過許多電視節目的嘉賓，例如BBC的《Backchat》。

## 拳擊賽

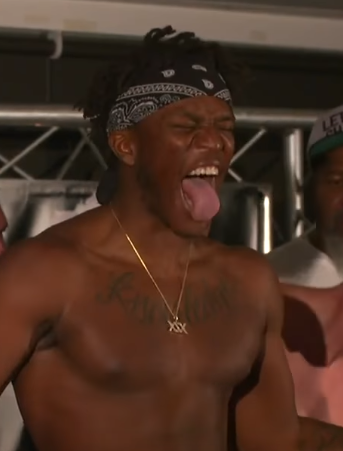
KSI於2018年8月24日對上罗根·保罗的拳擊賽上

2018年2月3日，KSI以正架站位完成他的人生第一場拳擊賽事，於英國倫敦銅箱館對上YouTube名人喬·韋勒（Joe Weller），以1分30秒，在第三回合技術性擊倒對手 。KSI賽後感言對韋勒表示尊敬：「你比我預期想的更困難、更堅強」並讚揚他對提倡對精神健康的議題的提升。KSI隨後對美國網紅罗根·保罗和傑克·保羅下戰帖。同時這場賽事亦曾於YouTube進行直播，有超過170萬人觀看直播。最終雙方於8月25日的比賽中在一位裁判認為KSI獲勝，其餘兩個裁判認為是平局的情況打成平手，KSI亦得以保留YouTube拳擊冠軍賽的頭銜。

### 拳擊賽紀錄
| No. | 結局 | 紀錄 | 對手      | 類型 | 回合、時間  | 日期          | 地點                       | 備註          |
| --- | ---- | ---- | --------- | ---- | ----------- | ------------- | -------------------------- | ------------- |
| 2   | 胜出 | 2–0  | 罗根·保罗 | SD   | 6           | 2018年8月25日 | 英國曼徹斯特曼徹斯特競技場 | 保留YBC頭銜   |
| 1   | 勝出 | 1-0  | 喬·韋勒   | TKO  | 3 (6)，1:30 | 2018年2月3日  | 英國倫敦史特拉福銅箱館     | 嬴得YBC的頭銜 |

## 個人生活
KSI父親的名字是吉德（Jide），母親則名叫因卡（Yinka），兩人在倫敦認識後結婚成家，他們有時候會跟KSI一起拍影片。KSI有一個名叫丹吉（Deji）的弟弟，他也是1位YouTuber，頻道名稱為Deji，截至2016年9月，其頻道已有超過720萬的訂閱者與21億5600萬觀看數。KSI的前女友名叫西娅娜·卡斯伯特（Seana Cuthbert），KSI形容她是他人生中看過個性最酷的女生，他們最後因各自理想及忙於事業而分手，但仍是很好的朋友。
KSI出生並長大於沃特福德，並在當地附近的伯克翰斯德學院就讀，他亦在那裡遇到Miniminter 。KSI早期與家人住在一起，在Ultimate Sidemen成立後與Miniminter，Vikkstar123與Zerkaa在倫敦買下公寓並和家人分居。KSI是阿仙奴的支持者，並曾在英國電信體育台的節目中與當時的阿仙奴中場亚历克斯·奥克斯雷德-张伯伦一起玩《FIFA》。
KSI是被永久禁止進入Eurogamer博覽會的人士之一，原因是他在2012年於倫敦舉行的Eurogamer博覽會Xbox One發佈會上性騷擾1位代言模特。在該事件發生後微軟隨即與這位知名YouTuber終止合作關係，而KSI的經紀人亦代表他發公開信道歉。事件同時也牽涉到VideoGamer.com。

## 書籍
- 《I Am A Bellend》[註 5]（2015）

## 音樂作品

### 合作專輯
| 名稱                        | 專輯資訊                                                              | 最高排名位置 | 最高排名位置 | 最高排名位置 | 最高排名位置 |
| 名稱                        | 專輯資訊                                                              | 英國         | 英國 R&B     | 紐西蘭       | 蘇格蘭       |
| --------------------------- | --------------------------------------------------------------------- | ------------ | ------------ | ------------ | ------------ |
| 《New Age》 （w. Randolph） | - 發行日期：2019年4月12日 - 唱片公司：無 - 格式：數位音樂下載、流媒体 | 17           | 1            | 75           | 40           |

### 迷你專輯
| 名稱               | 專輯資訊                                                                               | 最高排名位置 | 最高排名位置 | 最高排名位置 | 最高排名位置 | 最高排名位置 | 最高排名位置 | 最高排名位置 |
| 名稱               | 專輯資訊                                                                               | 英國         | 英國 R&B     | 加拿大       | 紐西蘭       | 蘇格蘭       | 美國R&B      | 美國饒舌     |
| ------------------ | -------------------------------------------------------------------------------------- | ------------ | ------------ | ------------ | ------------ | ------------ | ------------ | ------------ |
| 《Keep Up》        | - 發行日期：2016年1月8日 - 唱片公司：小島唱片 - 格式：CD，數位音樂下載                 | 13           | 1            | 63           | 23           | 15           | 19           | 14           |
| 《Jump Around》    | - 發行日期：2016年10月28日 - 唱片公司：小島唱片 - 格式：CD，數位音樂下載               | —            | —            | —            | —            | —            | —            | —            |
| 《Space》          | - 發行日期：2017年6月30日 - 唱片公司：無，以KSI自己的名義發布 - 格式：CD，數位音樂下載 | —            | —            | —            | —            | 87           | —            | —            |
| 《Disstracktions》 | - 發行日期：2017年9月29日 - 唱片公司：小島唱片 - 格式：數位音樂下載                    | 31           | 1            | —            | —            | —            | —            | —            |

### 單曲

#### 主唱歌曲
| 歌曲                                      | 年份 | 最高排名位置 | 最高排名位置 | 最高排名位置 | 最高排名位置 | 最高排名位置 | 專輯               |
| 歌曲                                      | 年份 | 英國         | 英國 R&B     | 澳洲         | 愛爾蘭       | 蘇格蘭       | 專輯               |
| ----------------------------------------- | ---- | ------------ | ------------ | ------------ | ------------ | ------------ | ------------------ |
| 《Lamborghini》 （ft. P Money）           | 2015 | 30           | 7            | —            | 61           | 28           | 不適用             |
| 《Keep Up》 （ft. Jme）                   | 2015 | 45           | 7            | 78           | 90           | 40           | 《Keep Up》        |
| 《Goes Off》 （ft. 米斯塔·席爾瓦）        | 2016 | —            | —            | —            | —            | —            | 《Jump Around》    |
| 《Friends with Benefits》 （ft. MNDM）    | 2016 | 69           | 12           | —            | —            | 43           | 《Jump Around》    |
| 《Jump Around》 （ft. Waka Flocka Flame） | —    | —            | —            | —            | 77           |              | 《Jump Around》    |
| 《Creature》                              | 2017 | 100          | —            | —            | —            | —            | 《Space》          |
| 《Little Boy》                            | 2017 | 82           | —            | —            | —            | 87           | 《Disstracktions》 |
| 《Adam's Apple》                          | 2017 | 93           | —            | —            | —            | —            | 《Disstracktions》 |
| 《Two Birds One Stone》                   | 2017 | 97           | —            | —            | —            | —            | 《Disstracktions》 |
| 《Uncontrollable》 (featuring Big Zuu)    | 2018 | 89           | —            | —            | —            | 85           | 無專輯單曲         |
| 《On Point》                              | 2018 | —            | —            | —            | —            | 98           | 無專輯單曲         |
| 《Ares》                                  | 2018 | —            | —            | —            | —            | —            | 無專輯單曲         |
| 《Beerus》 (with Randolph)                | 2018 | —            | —            | —            | —            | —            | 《New Age》        |
| 《Red Alert》 (with Randolph)             | 2019 | —            | —            | —            | —            | —            | 《New Age》        |

#### 合唱歌曲
| 歌曲                                                                     | 年份 | 最高排名位置 | 專輯名稱    |
| 歌曲                                                                     | 年份 | 英國         | 專輯名稱    |
| ------------------------------------------------------------------------ | ---- | ------------ | ----------- |
| 《Sweaty Goals》 （化名BlacknWhite）                                     | 2012 | 68           | 無專輯單曲  |
| 《No Sleep》 （Sway主唱，ft. KSI，Tigger Da Author，Tubes）              | 2013 | 44           | 《Wake Up》 |
| 《Christian Bale》 （Yogi主唱，ft. 蔬菜凱西，Knytro，Sway，KSI，Raptor） | 2014 | –            | 《Burial》  |
| 《MAC-10 Flow》 （Sway主唱，ft. KSI）                                    | 2014 | –            | 無專輯單曲  |
| 《Slow Motion》 （Randolph主唱，ft. KSI）                                | 2018 | —            | 《New Age》 |

## 獎項和提名
| 年份 | 獎項             | 類別           | 接受者 | 結果 | 來源   |
| ---- | ---------------- | -------------- | ------ | ---- | ------ |
| 2016 | 新音樂快遞音樂獎 | 年度影音部落客 | KSI    | 獲獎 | [ 76 ] |